# Яготинська птахофабрика
Яготинська птахофабрика — підприємство в місті Яготин Бориспільського району Київської області України.

## Історія
Птахоінкубаторна станція була створена в Яготині в 1949 році відповідно до четвертого п'ятирічного плану відновлення та розвитку народного господарства СРСР, в 1950 році вона була включена до колгоспу імені Сталіна .
1957 року на базі колгоспу ім. Сталіна було створено радгосп «Яготинський» .
У 1962 Яготинська птахофабрика стала переможцем соціалістичного змагання і була занесена на Дошку пошани Київської області .
У 1964 птахофабрика — самостійне підприємство, з 1966 вона стала постійним учасником Виставки досягнень народного господарства СРСР. 22 березня 1966 року бригадирка птахівничої бригади Яготинської птахофабрики Т. П. Пащенко стала Героєм Соціалістичної Праці .
У 1968 році на птахофабриці було вирощено 1,5 млн. качок та здано 30 тис. центнерів качиного м'яса .
У цілому, за радянських часів птахофабрика входила до найбільших підприємств міста, при фабриці була організована Ленінська народна школа .
У травні 1995 року Кабінет Міністрів України ухвалив рішення про приватизацію птахофабрики, надалі державне підприємство було перетворено на товариство з обмеженою відповідальністю .